# Himalaya-Feuerrückenspecht
Der Himalaya-Feuerrückenspecht (Dinopium shorii) ist eine Vogelart aus der Familie der Spechte (Picidae). Die mittelgroße Spechtart besiedelt alte laubabwerfende und halb-immergrüne Wälder in Teilen Südasiens. Über die Lebensweise der Art ist fast nichts bekannt. Sie gilt als zumindest lokal recht häufig, der Bestand ist aber wahrscheinlich abnehmend. Der Himalaya-Feuerrückenspecht wird von der IUCN jedoch noch als nicht gefährdet („least concern“) eingestuft.

## Beschreibung

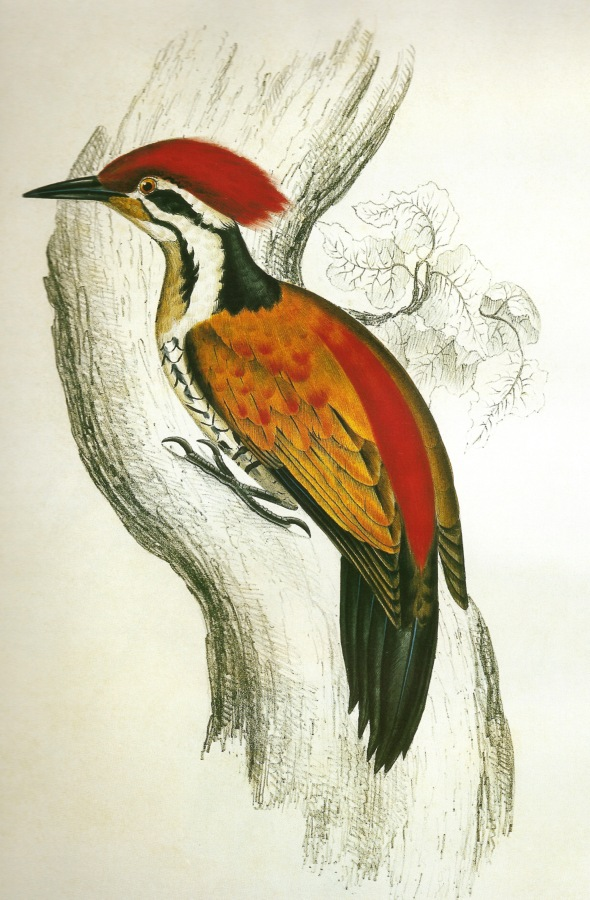
Himalaya-Feuerrückenspecht (Männchen, Zeichnung von Elizabeth Gould, 1832)

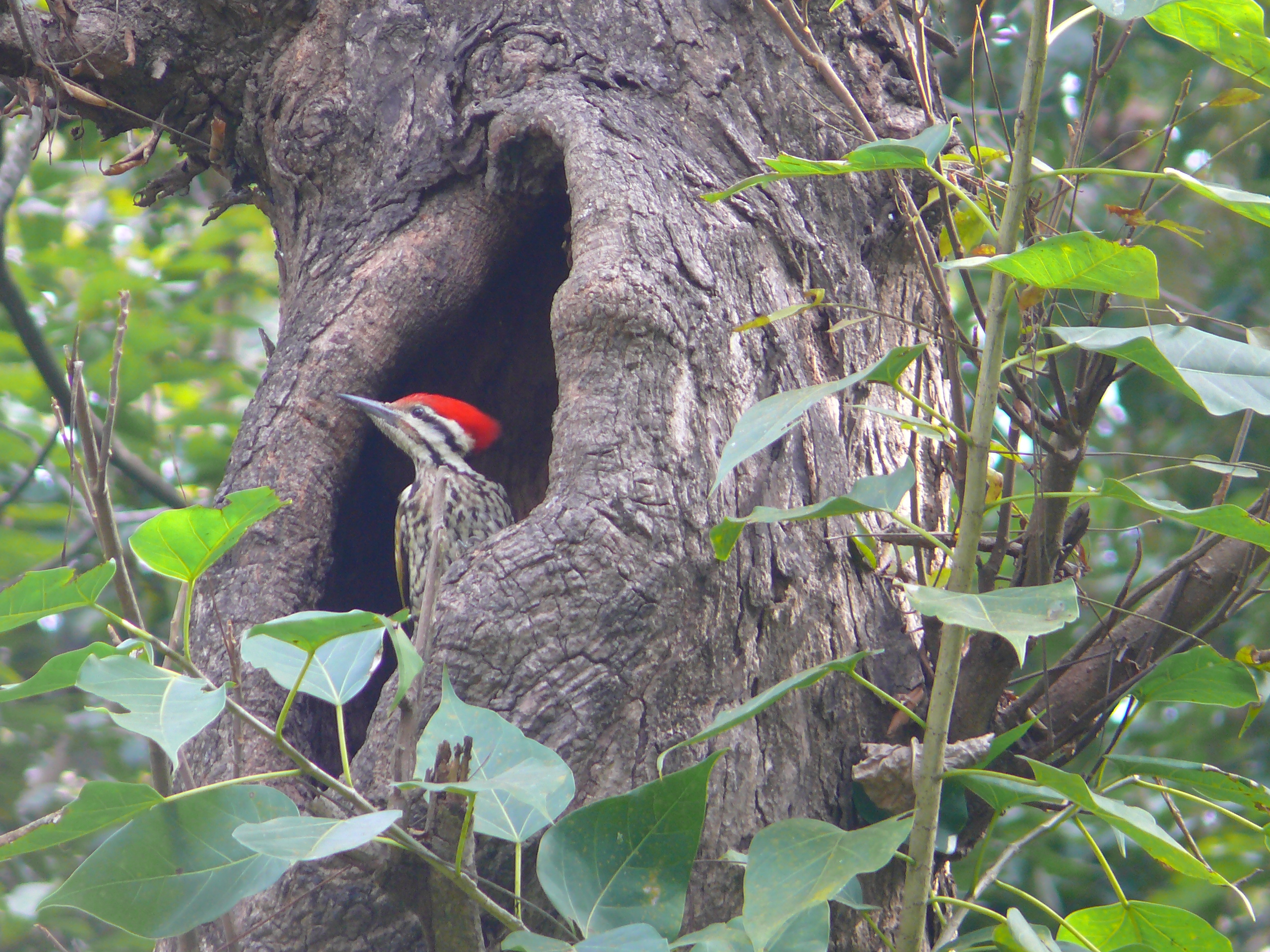
Himalaya-Feuerrückenspecht

Himalaya-Feuerrückenspechte sind mittelgroße Spechte mit einer ausgeprägten Federhaube, einem recht weichen, langen und etwas nach unten gebogenen Schwanz und einem mittellangen, fast punktförmig zugespitzten und an der Basis schmalen Schnabel. Der Schnabelfirst ist nach unten gebogen. Die Körperlänge beträgt 30–32 cm, das Gewicht etwa 101 g. Sie sind damit etwa so groß wie ein Grünspecht, aber nur wenig schwerer als ein Buntspecht. Die Art ist kontrastreich gefärbt und zeigt hinsichtlich der Färbung einen deutlichen Geschlechtsdimorphismus. 
Bei Männchen der Nominatform ist der oberste Rücken schwarz. Der übrige obere Rücken, die Schulterfedern, die Oberflügeldecken und die Schirmfedern sind olivgrün mit gelben oder goldenen Federspitzen und einem kräftigen Rotton an den Säumen und Spitzen. Unterer Rücken, Bürzel und einige Oberschwanzdecken sind leuchtend rot, die übrigen Oberschwanzdecken sind schwärzlich olivbraun. Die Schwingen sind schwarzbraun, die Armschwingen haben gelbolive Außenfahnen und alle Schwingen sind auf den Innenfahnen weiß gefleckt. Die Schwanzoberseite ist schwarz. Kinn, Kehle, Vorderhals und obere Brust sind weißlich und in der Mitte beigebraun, diese beigebraune Färbung nimmt fast die gesamte Breite der Brust ein und ist dort an den Seiten mit schwarzen Flecken gesäumt. Die übrige Unterseite des Rumpfes ist weiß, die Federn sind braunschwarz gesäumt und haben schwarze Spitzen, wodurch ein angedeutetes Schuppenmuster entsteht. Die Unterflügel sind auf braunem Grund weiß gefleckt. Der Unterschwanz ist braunschwarz, die Außenfedern zeigen einen gelboliven Ton.
Die Stirn ist gelblich rot, Oberkopf und Haube sind rot; die Rotfärbung ist vom vorderen Oberkopf bis zum Nacken unten schmal schwarz begrenzt. Ein breiter weißer Überaugenstreif zieht sich vom oberen Augenrand bis zur Halsseite. Darunter verläuft ein breiter schwarzer Augenstreif am hinteren Augenrand beginnend bis zum Nacken. Der weiße Zügelstreif beginnt an der Schnabelbasis und zieht sich nach hinten unterhalb der Ohrdecken entlang, wird dann breiter und verläuft als weißes Band über die Halsseite bis zur oberen Brustseite. Der an der unteren Schnabelbasis beginnende Bartstreif ist etwa bis zur Höhe der Ohrdecken blassrot und schmal schwarz gesäumt, er geht dann in Schwarz über und setzt sich als schwarze vordere Begrenzung der weißen Halsseite ebenfalls bis zur oberen Brust fort. Der Nacken ist wie der oberste Rücken schwarz. 
Der Schnabel ist schwärzlich, Beine und Zehen sind grüngrau oder bräunlich grün. Die Iris ist rot, rotbraun oder dunkelbraun.
Beim Weibchen fehlen die roten Kopfpartien; die Stirn ist oliv oder beige, Oberkopf und Haube sind schwarzbraun bis schwarz mit weißen Stricheln. Der Bartstreif ist nahe der Schnabelbasis weiß mit schwarzer Umrandung.

## Systematik
Es werden zwei wenig differenzierte Unterarten anerkannt:
- Dinopium shorii shorii (Vigors, 1832) – größter Teil des Verbreitungsgebietes.
- Dinopium shorii anguste Ripley, 1950 – Myanmar und möglicherweise auch westlich angrenzende Gebiete. Schnabellänge, Flügellänge und Schwanzlänge sind kleiner als bei der Nominatform. Eine Tendenz zu etwas weniger Rot auf der Oberseite deutet sich an, aber dieses Merkmal ist nicht durchgehend vorhanden und außerdem auch bei der Nominatform nachweisbar. Bei den Weibchen ist die weiße Strichelung des Oberkopfes jedoch erheblich feiner und der hintere Oberkopf ist praktisch ungestrichelt.

## Lautäußerungen
Die Rufe sind kaum bekannt, beschrieben ist ein schnelles feines „kläk-kläk-kläk-kläk-kläk“. Ob die Art trommelt, ist offenbar bisher ebenfalls nicht bekannt.

## Verbreitung und Lebensraum
Diese Spechtart besiedelt Teile Südasiens. Das stark zergliederte Verbreitungsgebiet umfasst zunächst eine schmale Zone, die sich von den Provinzen Haryana und dem südlichen Himachal Pradesh im Nordwesten Indiens nach Osten entlang des südlichen Fußes des Himalaya erstreckt und erweitert sich dann im Norden von Bangladesch und in Myanmar. Geografisch weiträumig isoliert kommt die Art außerdem in einigen Bereichen der Eastern Ghats im mittleren Südosten Indiens vor. Die Größe des Gesamtverbreitungsgebietes ist nicht bekannt.
Himalaya-Feuerrückenspechte bewohnen alte laubabwerfende und halb-immergrüne Wälder. In Nepal besiedelt die Art nur die Zone laubabwerfender Wälder mit Bombax spp. (Bombacoideae) und Feigen (Ficus spp.). Die Tiere sind weitgehend auf das Flach- und niedrige Hügelland beschränkt, die Höhenverbreitung reicht bis etwa 700 m, in Nepal nur bis 300 m.

## Lebensweise
Zur Lebensweise der Art ist fast nichts bekannt, Angaben zur Art der Nahrungssuche und zur Nahrung gibt es nicht. Brütende Vögel wurden im April beobachtet, das Gelege besteht aus drei, selten zwei Eiern. Weitere Angaben zur Brutbiologie liegen bisher ebenfalls nicht vor.

## Bestand und Gefährdung
Angaben zur Größe des Weltbestandes sind nicht verfügbar. Die Art gilt als zumindest lokal recht häufig, der Bestand ist aber aufgrund der zurückgehenden Waldfläche wahrscheinlich abnehmend. Der Himalaya-Feuerrückenspecht wird von der IUCN jedoch noch als ungefährdet („least concern“) eingestuft.